# Qanûn (Avicenne)
Pour les articles homonymes, voir Qanûn.

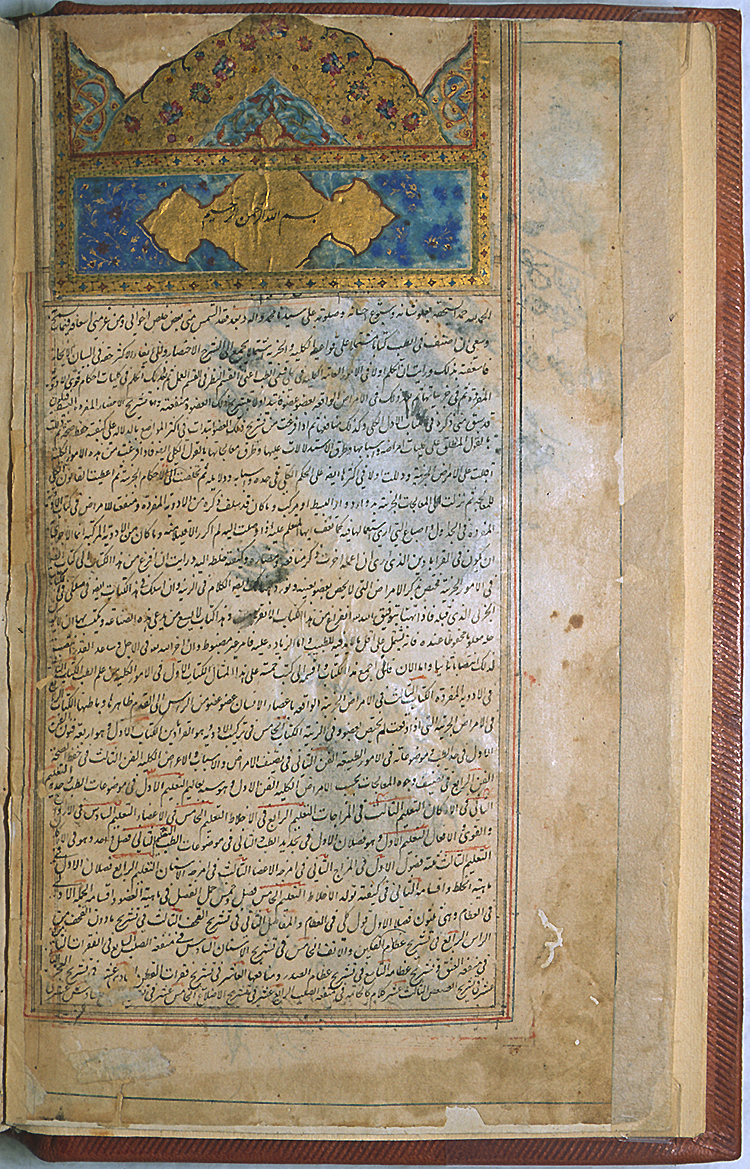
Première page avec enluminure d'une copie en arabe du Qanûn, XVe siècle, NLM.

Le Kitab Al Qanûn fi Al-Tibb (« Le Livre de la Loi concernant la médecine » ; en arabe : كتاب القانون في الطب), connu plus simplement en Occident sous le nom de Qanûn et en français sous celui de Canon (du grec ancien κανών / kanṓn, « règle ») est un ouvrage encyclopédique de médecine médiévale rédigé en arabe par Avicenne, médecin et scientifique persan du XIe siècle, achevé vers 1020. Cet ouvrage est considéré comme l'un des plus importants ouvrages écrits en médecine.
Le plus ancien exemplaire connu du Qanûn rédigé en langue arabe date de 1052.
Il servira de livre de base de l'enseignement de la médecine en Europe jusqu'au XVIIe siècle. Il a été traduit en latin par Gérard de Crémone (1150 et 1187) sous le titre Canon medicinae et il ne sera plus connu par la suite que par le nom de Canon. La traduction est entièrement refaite au début du XVIe siècle par Andrea Alpago. Il est l'un des premiers livres à être imprimé en langue arabe, en 1593, à Rome, par Giambattista Raimondi.
Certains enseignements contenus dans le Qanûn ne seront remis en cause que tardivement, par Léonard de Vinci d'abord, qui rejette l'anatomie d'Avicenne à la suite de ses propres observations, et à Bâle, où Paracelse brûle l'ouvrage. La découverte de la circulation générale par William Harvey en 1628 termine de mettre définitivement certains enseignements du Qanûn au rang de la science ancienne.

## Circonstances de la rédaction

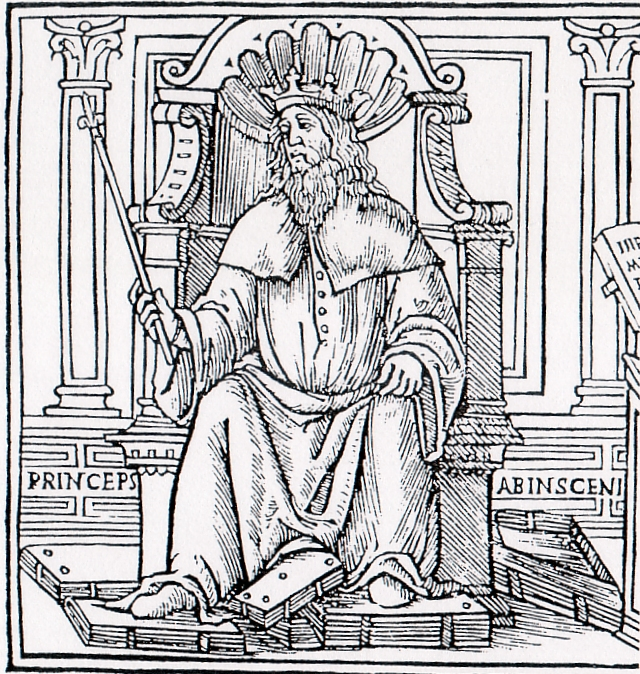
Canon édition de Gentile da Foligno, Venise 1520.

Avicenne (Ibn Sina en arabe) souhaite en entamant la rédaction de cet ouvrage, consigner en un ouvrage unique les théories de Galien, d'Hippocrate, et de Dioscoride, jusqu'alors auteurs de référence en médecine.
Il inclut aussi les écrits de ses prédécesseurs plus proches, ainsi que le relate son secrétaire et biographe Al-Juzjani. Parmi ceux-ci, le médecin perse juif de la fin du IXe siècle Masarjawayh de Bassorah en Mésopotamie qui fut le premier à traduire en arabe les 30 volumes des pandectae medicinae de l'archidiacre Aaron d'Alexandrie à partir du syriaque. Il reprend aussi les écrits de Rhazès, en particulier son Kitab el-Ḥawi fi al-Tibb.
Avicenne consignera aussi son expérience personnelle des patients et de leurs maladies dans le Qanûn.
La composition du Qanûn prit beaucoup de temps et fut menée de front avec les autres travaux philosophiques d'Avicenne. Débuté à Gorgan (Nord de l'Iran) vers 1010, continué à Rayy, l'ouvrage est achevé à Hamadan en 1023.

## Contenu du Qanûn
Le Quanûn est divisé en cinq livres homogènes, totalisant environ un million de mots. Ces livres se divisent en funûn ou fen (chapitres), tractatus, summa, et caput (subdivisions en traités, sujets principaux, sujets secondaires, résumés, sections et sous-sections).
L'ouvrage représente une encyclopédie totalisant l'ensemble du savoir médical connu de son temps. En particulier, toutes les symptomatologies enregistrées pour les maladies, classées anatomiquement par organes, de la tête aux pieds.
D'autres considèrent qu'Avicenne a surtout recherché une organisation rigoureuse des connaissances et pratiques médicales, et fondée sur la raison et la logique d'Aristote. Par exemple, l'ouvrage est ponctué de résumés, constitués de syllogismes.
Par rapport aux traités précédents de Rhazes (Al-Razi) ou de Majusi, Avicenne abandonne la séparation entre théorie et pratique (distinction tranchée entre le pur savoir, et la pratique appliquée) pour faire de la médecine une science subordonnée à la philosophie naturelle d'Aristote.
Il ré-organise ainsi les écrits de Galien dans un système fermé et définitif où il fusionne la théorie humorale de Galien avec la théorie des âmes d'Aristote.

### Livre I

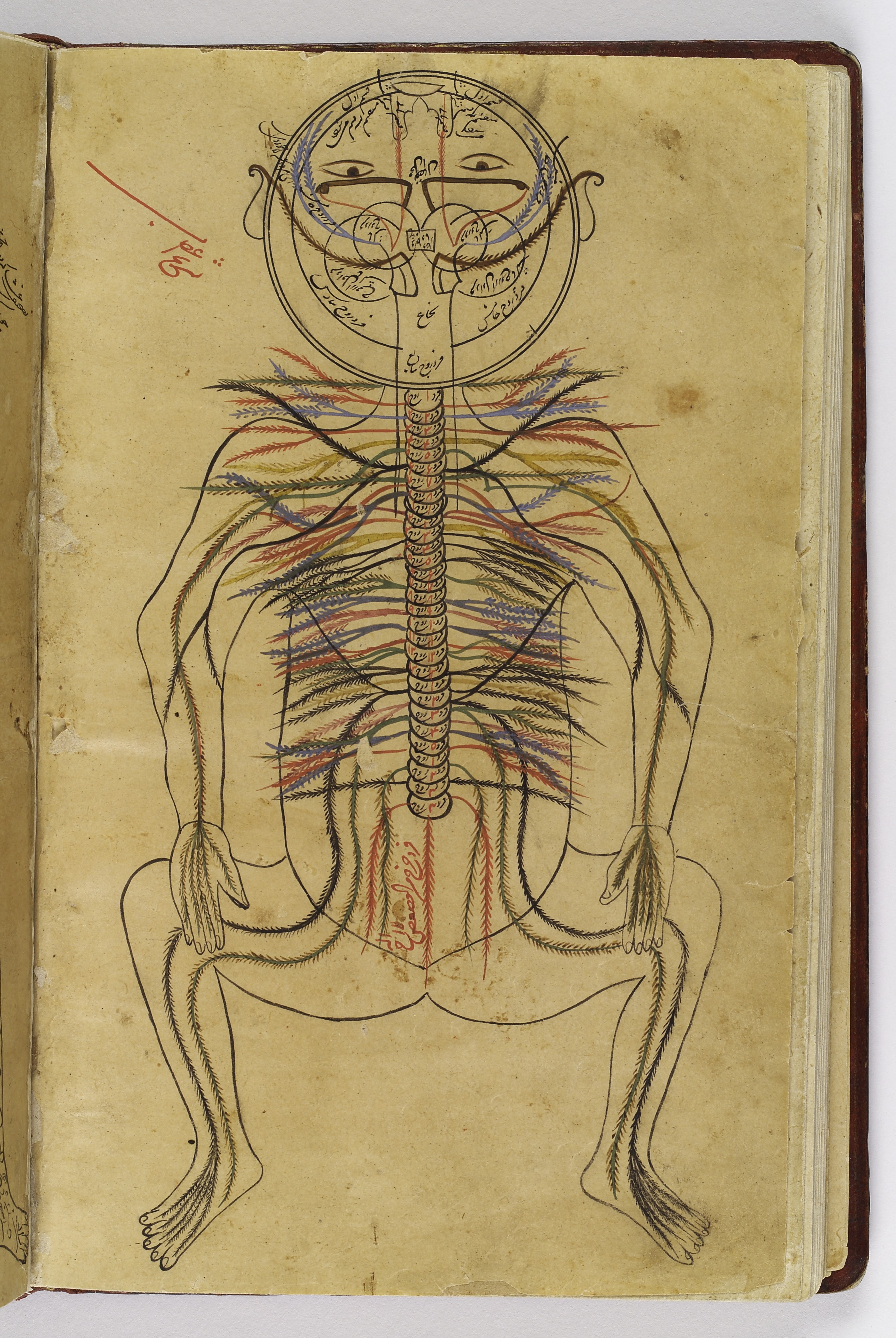
Système nerveux, manuscrit persan du Qanûn, Wellcome Library, Londres.

Avicenne pose d'abord les structures de bases, ou catégories logiques, par lesquelles il systématise la pratique médicale.
Ce livre appelé al-kulliyat ( « universaux ») contient des généralités sur l'anatomie du corps humain, la santé, la maladie ainsi que sur les traitements généraux, le style de vie à adopter, le régime alimentaire... Il suit de près les descriptions anatomiques de Galien, la clinique et la pathologie d'Hippocrate ; il développe l'examen des pouls et l'observation des urines.

### LivreII
Ce livre traite de la pharmacologie des médicaments simples, minéraux, végétaux et animaux. Il comporte deux parties, la première traite de la détermination des remèdes par l'expérience, qui se rapproche d'une analyse « moderne ». Il s'agit de relever les effets connus de chaque remède, de déterminer les doses adéquates, et de rechercher des médicaments qui se conservent sans s'altérer. Ce sont les premières règles connues de la recherche rationnelle de nouveaux médicaments.
La deuxième partie présente environ 800 monographies de pharmacopée, ou plus exactement une liste alphabétique de 760 « simples médecines » (médicament composé d'un seul ingrédient) avec leur utilité, leur force, leurs effets et leur mode d'emploi.

### LivreIII
Ce livre traite des pathologies, qui sont regroupées par organes et/ou systèmes, selon la tradition hellénistique d'une présentation « de la tête au talon ». Chaque affection fait l'objet d'une analyse anatomique, physiologique, clinique et pronostique.

### LivreIV
Ce livre est consacré aux maladies générales (sans localisation spécifique). Il contient le traité sur les fièvres, suivi du traité sur les symptômes, diagnostics et pronostics, la petite chirurgie, les tumeurs, blessures, fractures, morsures ainsi qu'une partie traitant des poisons. Il aborde aussi l'obésité et l'amaigrissement, ainsi que les soins de beauté.

### livreV
Il est nommé Aqrabadin, c’est-à-dire formulaire thérapeutique. Ce livre traite de la préparation et présentation des médicaments composés : pommades, onguents, suppositoires, cataplasmes, sirops.... On y trouve environ 600 formules réparties en deux volumes, avec indication des poids, volumes et proportions des mélanges. C'est un livre destiné à l'apothicaire.

## Abrégé du Qanûn
Avicenne a établi une version condensée « Urguza fi't tibb » ou Poème de la Médecine. Cet abrégé didactique se présente sous une forme rythmée de 1326 vers. Il était destiné à être appris par cœur, selon l'habitude de l'époque.
Il réduit ici la pratique médicale en oppositions de contraires de quatre éléments, de quatre humeurs, de quatre qualités, qu'il subdivise en sous-catégories et en degrés. Il aboutit à une sorte d'algèbre thérapeutique d'une logique « à la fois séduisante et totalement irréelle ». Selon Sournia « L'œuvre d'Avicenne nous parait à bon droit artificielle, simplificatrice par son goût des classes imaginaires […] On ne saurait cependant oublier son énorme effort de rationalisation : malgré certaines apparences déconcertantes son œuvre est, avec d'autres, l'une des origines de la médecine scientifique moderne. »
Ce Poème de la Médecine, traduit en latin par Armengaud Blaise, à Montpellier, en 1284, était plus facile à manier et à copier que le Qanûn intégral. C'est aussi sous cette version abrégée que le Qanûn fut étudié dans les universités médiévales européennes.

## Réception en pays d'Islam
Le plus ancien exemplaire connu du Qanûn rédigé en langue arabe date de 1052 et est détenu par le musée Aga Khan de Toronto.

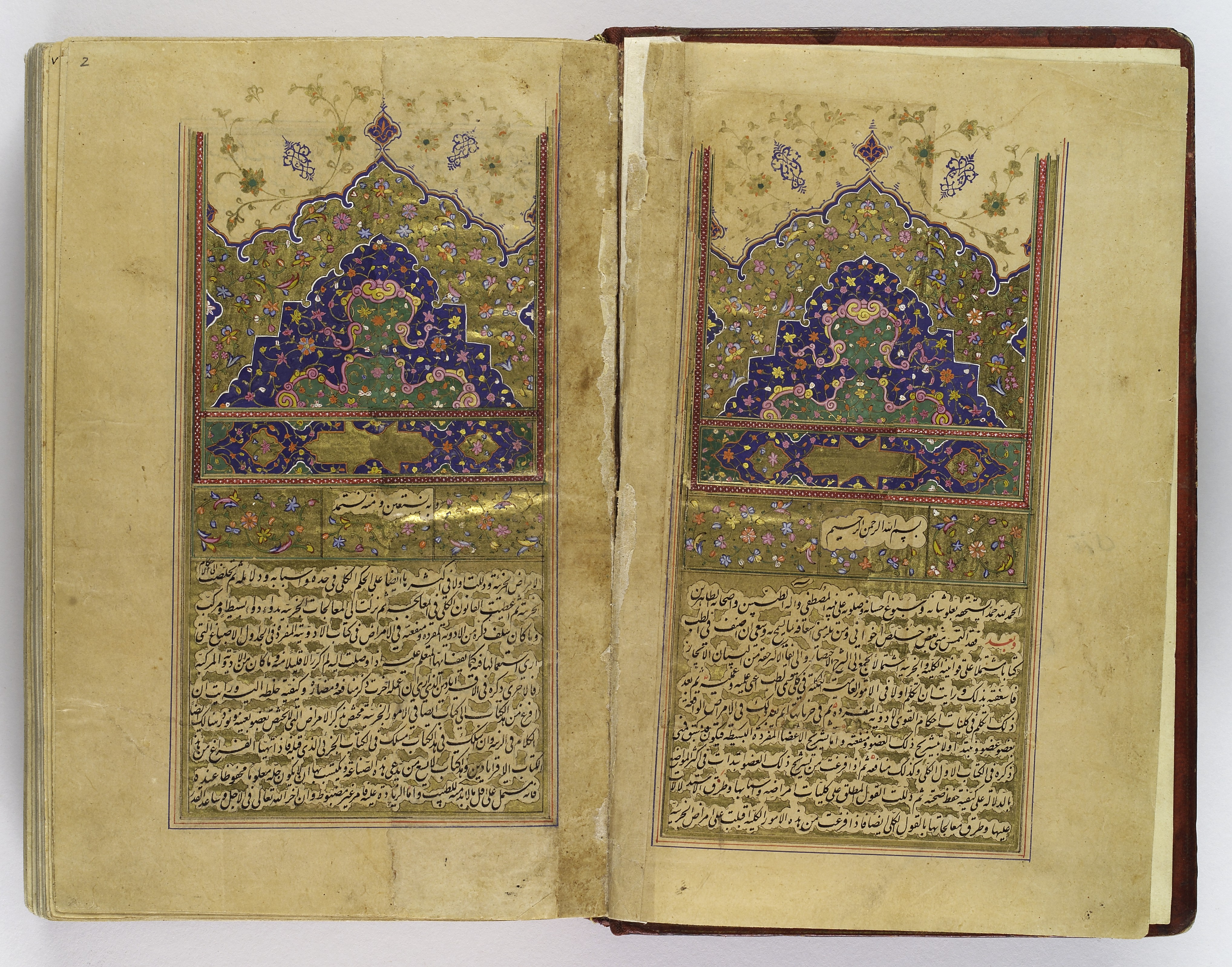
Canon en arabe, 1632.

### Transmission
La taille impressionnante du Qanûn, son organisation et sa logique quasi parfaite, ainsi que son titre (Canon ou Loi) donnent une grande force d'autorité à l'ouvrage. On connait plus d'une cinquantaine de manuscrits arabes, copies complètes ou partielles du Qanûn. Toutefois la transmission est lente, et le Qanûn n'est pas universellement loué.
Après son achèvement à Hamadan, il faut près d'un siècle pour que l'ouvrage parvienne à Cordoue en Al-Andalus. L'ouvrage est alors critiqué par Ibn Zuhr (médecin mort en 1131) et père d'Avenzoar (mort en 1162), ce dernier aura pour disciple Averroès (mort en 1198).
Il s'avère finalement que l'ouvrage intégral, malgré sa systématisation, est trop volumineux pour donner des renseignements rapides et être utilisé en pratique réelle. Très peu d'auteurs médicaux ont tenté de renouveler ce genre encyclopédique. Par la suite le Qanûn fut fragmenté, simplifié ou résumé en multiples monographies et augmenté de commentaires.

### Influence et devenir
Pas moins de 15 auteurs médiévaux ont rédigé des commentaires sur le Qanûn en étant eux-mêmes commentés, parmi eux Al-Ghazâli (1058-1111) et Ibn Nafis (1210-1288). Cette littérature, étalée sur plusieurs siècles, ne se limite pas à l'explication ou l'approfondissement, elle comprend aussi des critiques et des discussions, notamment celles d'Averroès (1126-1198).
À partir du XIIIe et XIVe siècles, des traités médicaux cherchent à concilier la médecine d'Avicenne avec la révélation prophétique dite « médecine du Prophète » (usages et opinions du prophète Mahomet et de ses successeurs immédiats). C'est le cas des auteurs al-Dhadhabi (1274-1348) et al-Azraq (1427-1491).
Les travaux d'Avicenne auront plus d'impact en Europe chrétienne qu'en Andalousie musulmane, où l'influence d'Averroès, critique d'Avicenne, est plus importante. Par ailleurs, dans les autres pays d'Islam, la médecine d'Avicenne est progressivement marginalisée au cours des siècles par la médecine du Prophète. Toutefois l'héritage est toujours présent, ainsi dans les années 1870, une édition des textes d'Avicenne est faite au Caire, comme une contribution à la médecine moderne, et non pas historique.
Au début du XXIe siècle, la médecine d'Avicenne (doctrine, consultations, production et commerce de remèdes...) existe toujours dans le nord de l'Inde et en Iran, comme médecine traditionnelle dite médecine Yunâni.

## Réception en Occident

### Transmission

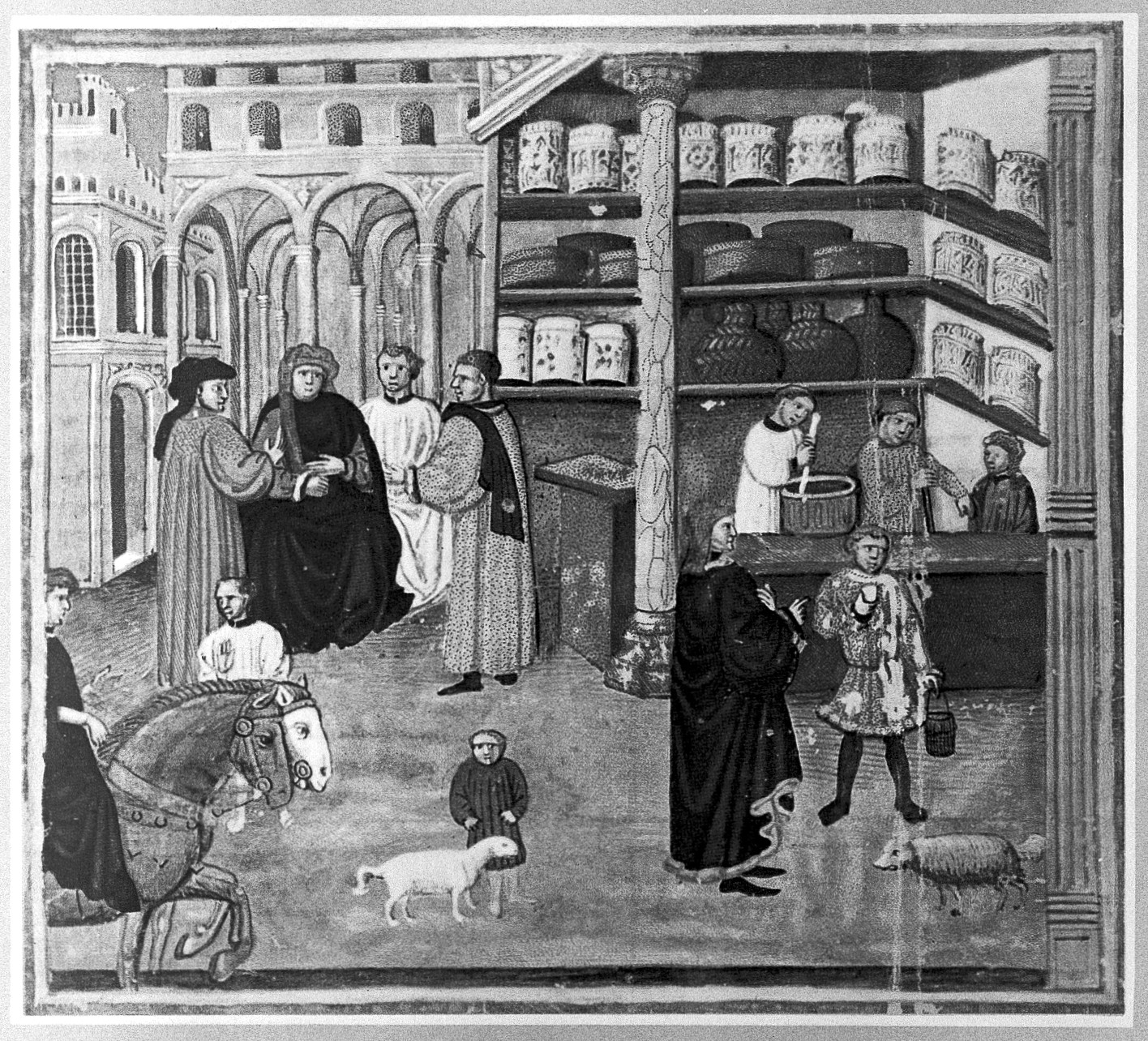
Illustration d'un manuscrit du Canon en hébreu, Bologne XVe siècle. À gauche, une consultation médicale ; à droite la boutique de l'apothicaire avec un assistant faisant un mélange derrière le comptoir.

À partir du XIIe siècle, des équipes de traducteurs apparaissent en Espagne chrétienne pour traduire le Qanûn en latin. La plus connue est celle de l'école de Tolède, composée de traducteurs juifs, chrétiens et musulmans, et dirigée par Gérard de Crémone (1114-1187). C'est là où Ibn Sina en arabe devient Ben Sina en hébreu, et Avicenna en espagnol.
Par ailleurs, on connait plus d'une centaine de manuscrits du Qanûn en hébreu, la plupart en provenance de communautés juives d'Espagne et d'Italie. Les textes et les informations circulent entre médecins juifs et chrétiens. À Montpellier vers 1300 des textes médicaux latins sont traduits en hébreu, et des textes hébreux en latin.
Le tournant décisif survient dans les années 1270-1320, lorsque les trois premières universités de médecine d'Europe (Montpellier, Paris, Bologne) intègrent le Canon d'Avicenne dans leurs programmes. Bologne est la première université à adopter le Canon comme manuel de base dès la deuxième moitié du XIIIe siècle. À partir de 1340, le « Canonis » d'Avicenne est au programme de la Faculté de Montpellier (livres I, III et IV). En 1378, les cours portent aussi sur les mêmes livres à Bologne.
Le Canon fait l'objet d'innombrables commentaires européens : en latin, hébreu et, plus tard, langues de tous pays. Les premiers commentateurs sont italiens comme Taddeo Alderotti (m. 1295), Dino del Garbo (m. 1327), Gentile da Foligno (m. 1348), Giacomo da Forlì (m. 1414), Ugo Benzi (it) (m. 1439). On trouve aussi des anglais comme Robert Grosseteste (m. 1253) et Roger Bacon (m. 1293).
Les premiers commentateurs de Montpellier et Paris sont Arnaud de Villeneuve (m. 1311), Jean de Saint-Amand (m. 1312), Jacques Despars (m. 1458).
À Florence, au XVe siècle, un exemplaire manuscrit du Canon en 3 volumes coûte 9 florins d'or, un jeune assistant universitaire gagnant de 20 à 30 florins par an, et les professeurs les plus éminents de 200 à 300 florins.

### Éditions

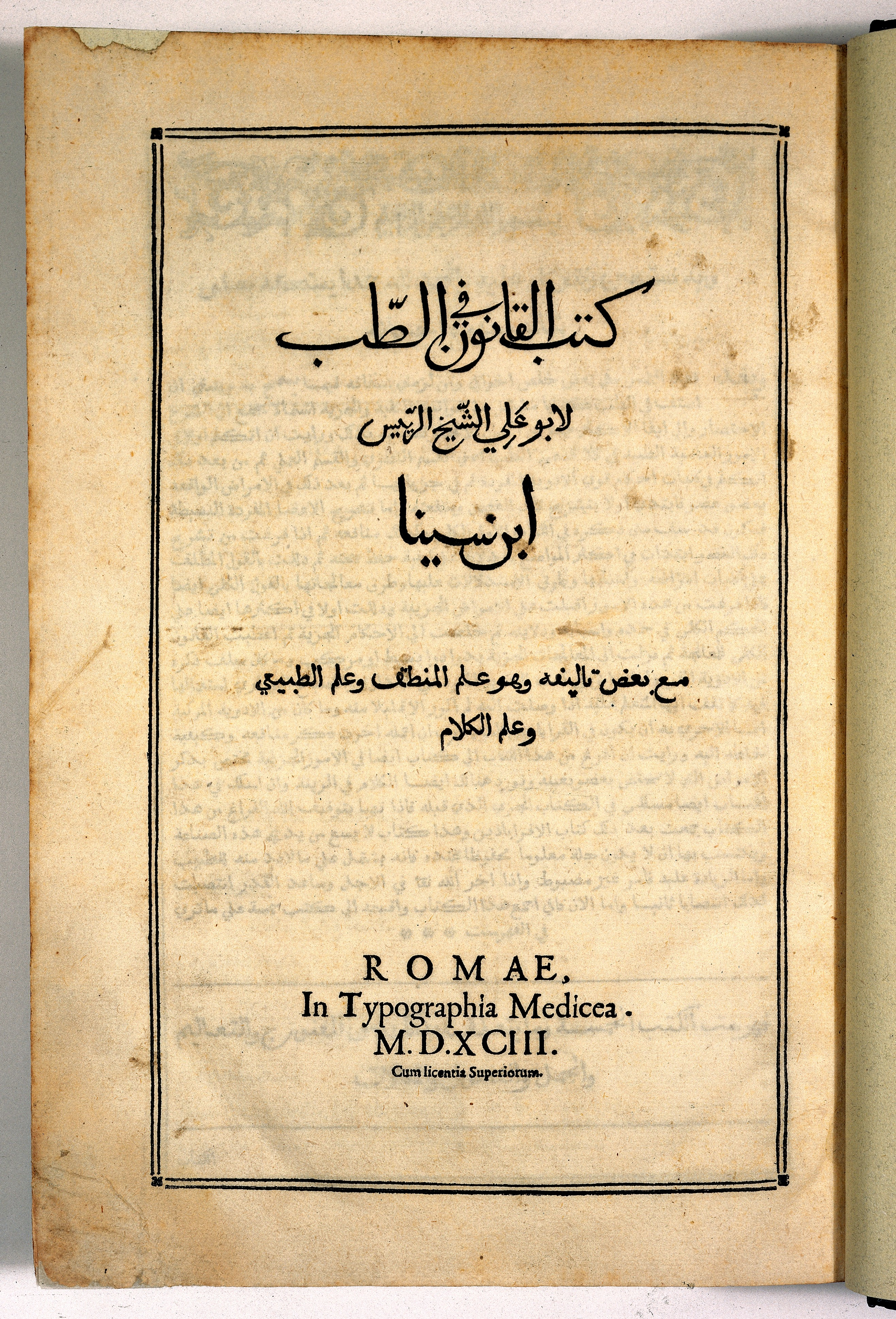
Première édition occidentale imprimée en arabe, du Canon d'Avicenne, Rome, 1593.

Après l'invention de l'imprimerie, le Qanûn est publié en latin dans la version de Gérard de Crémone, notamment en 1473 à Milan, et en 1482 à Venise. Cette édition princeps est ornée de miniatures dans le style des manuscrits du XVe siècle. Un exemplaire rarissime (Venise 1482) se trouve à la bibliothèque de la Faculté de médecine de Montpellier. On compte ainsi près de 5 éditions incunables (avant 1501).
La version de Gérard de Crémone est révisée et améliorée par Andrea Alpago, médecin arabisant attaché au consulat de Venise à Damas, et qui avait accès aux manuscrits arabes les plus anciens. Cette version est imprimée à Venise en 1527, elle sera suivie de plus de 30 éditions au XVIe siècle. Le Canon d'Avicenne est alors l'ouvrage le plus souvent imprimé après la Bible. On connait aussi une édition imprimée en hébreu (Naples 1491) et en arabe (Rome 1593). En 2018, un fragment de traduction en irlandais est découvert, écrit sur un vélin du XVe siècle.
Au total on compte près de 60 éditions latines, complètes ou partielles du Qanûn. Siraisi distingue trois groupes chronologiques, les deux premiers se situant principalement en Italie du Nord  :
- 22 éditions publiées entre 1500 et 1525, principalement basées sur la version latine de Gérard de Crémone.
- 29 éditions publiées entre 1526 et 1608, qui sont autant de versions révisées.
- 9 éditions publiées au XVIIe siècle, de 1609 à 1674, ce sont celles d'érudits arabistes d'Europe du Nord.

Les éditions latines publiées après 1500 se répartissent en plusieurs genres :
1. Texte intégral, version de Crémone, sans commentaires.
2. Un ou plusieurs livres du Canon, avec commentaires datant du XIIIe au XVe siècle.
3. Texte intégral ou presque, avec révisions et notes du XVe et XVIe siècles.
4. Manuels universitaires, composés de textes choisis.
5. Abrégés ou résumés, recueils de citations ou de maximes tirées du Canon.
6. Nouvelles traductions partielles.

### Influences

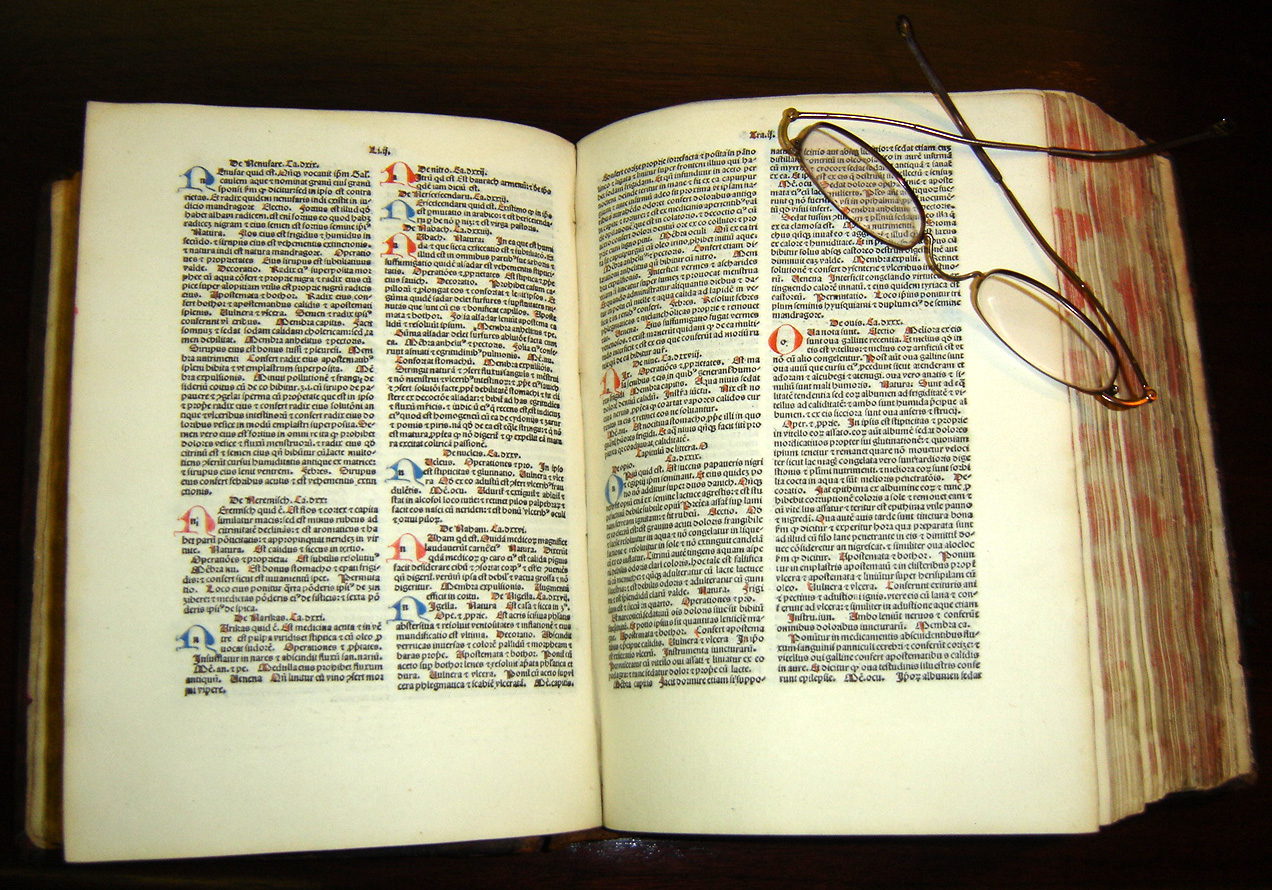
Traduction latine du Qanûn datant d'environ 1500.

Œuvre monumentale par son exhaustivité et sa vision alors nouvelle de la médecine, le Qanûn d'Avicenne présente la médecine de Galien de façon claire, précise et ordonnée. L'ouvrage hausse la médecine au niveau universitaire, en exigeant des connaissances logiques et philosophiques.
À travers Avicenne, les intellectuels du Moyen Âge prennent contact avec la philosophie grecque et la médecine gréco-romaine (galénisme arabe et avicennisme latin). Au début du XIIIe siècle, le chroniqueur Luc de Tuy s'imagine ainsi qu'Aristote est un penseur espagnol.
Le Qanûn est considéré comme l'un des principaux points de départ de la scolastique médicale. Il est le carrefour de toutes les discussions universitaires médiévales portant sur les divergences entre Avicenne et Averroès, Aristote et Galien.
Base de l'enseignement médical, il est l'ouvrage de référence des européens pour la médecine prophylactique (hygiène, diététique et régimes de santé) et la pharmacopée jusqu'au XVIe siècle. Son influence s'étend bien au-delà du Moyen Âge, certaines universités le gardant dans leur programme jusqu'au XVIIe siècle, comme Montpellier et Louvain, voire jusqu'au XVIIIe siècle, comme Padoue (jusqu'en 1767) et Bologne (abandon en 1721, mais ré-introduction de 1737 à 1800).

## Remise en cause
Après la période d'enthousiasme du Moyen Âge central, la valeur du Qanûn est remise en cause dans le cadre de l'humanisme de la Renaissance et de la querelle médicale entre arabistes et hellénistes.

### Contexte de la Renaissance
Concurremment à la poursuite du prestige de l'ouvrage, une nouvelle attitude critique se développe au XVIe siècle. Elle vise à rejeter un double héritage, l'héritage médiéval et l'héritage arabe, par un processus de « purification ». Ce processus se manifeste comme un retour au latin classique (celui de Cicéron) et aux sources grecques originales. La première critique à apparaitre est d'abord une critique linguistique : les premières versions latines du Qanûn sont jugées « barbares », truffées de latinisation de termes arabes et grecs (translittération) faisant souvent double emploi. C'est le rejet d'un style, le style médiéval.
Lorsque les textes médicaux originaux des auteurs antiques grecs et latins deviennent accessibles, c'est le contenu du Qanûn lui-même qui est mis en cause. Avicenne est ainsi accusé soit de distorsion ou trahison de ses sources, soit d'être un simple compilateur et imitateur.
Le « retour aux sources » devient une métaphore sans cesse répétée qui, dans sa forme complète, s'oppose à « la stagnation dans la mare ». Pour les médecins humanistes, les eaux limpides des sources grecques sont à préférer aux mares barbares des arabes.
Ce refoulement de l'héritage arabe se fait dans un double contexte, géopolitique et religieux. Le renouveau des lettres grecques s'effectue entre deux pôles : celui de la chute de Constantinople (1453) et celui de la Reconquista en Espagne qui s'achève en 1492. Le retour aux sources porte aussi sur la Bible, aux versions latines de la Vulgate, on préfère la version en hébreu de l'Ancien Testament et la version grecque du Nouveau Testament. Cet idéal de pureté linguistique s'accompagne d'une pureté religieuse aboutissant finalement à la Réforme et à la division religieuse de l'Europe chrétienne. Dans ce contexte, la religion musulmane est ressentie comme hostile, étrangère et barbare.
Pormann souligne le fait que ce retour aux sources n'a guère porté sur les auteurs arabes eux-mêmes, c'est-à-dire sur les textes arabes originaux.

### Querelle médicale
Des médecins humanistes comme Symphorien Champier (1471-1539) critiquent l'Islam et la littérature arabe, mais sans rejeter totalement la médecine arabe. Ils proclament ainsi que les Grecs sont les meilleurs et les arabes inférieurs en tout. Champier fait cependant une exception pour Avicenne qu'il considère comme extrêmement doué, et célèbre entre tous, pour avoir su être l'interprète de Galien.

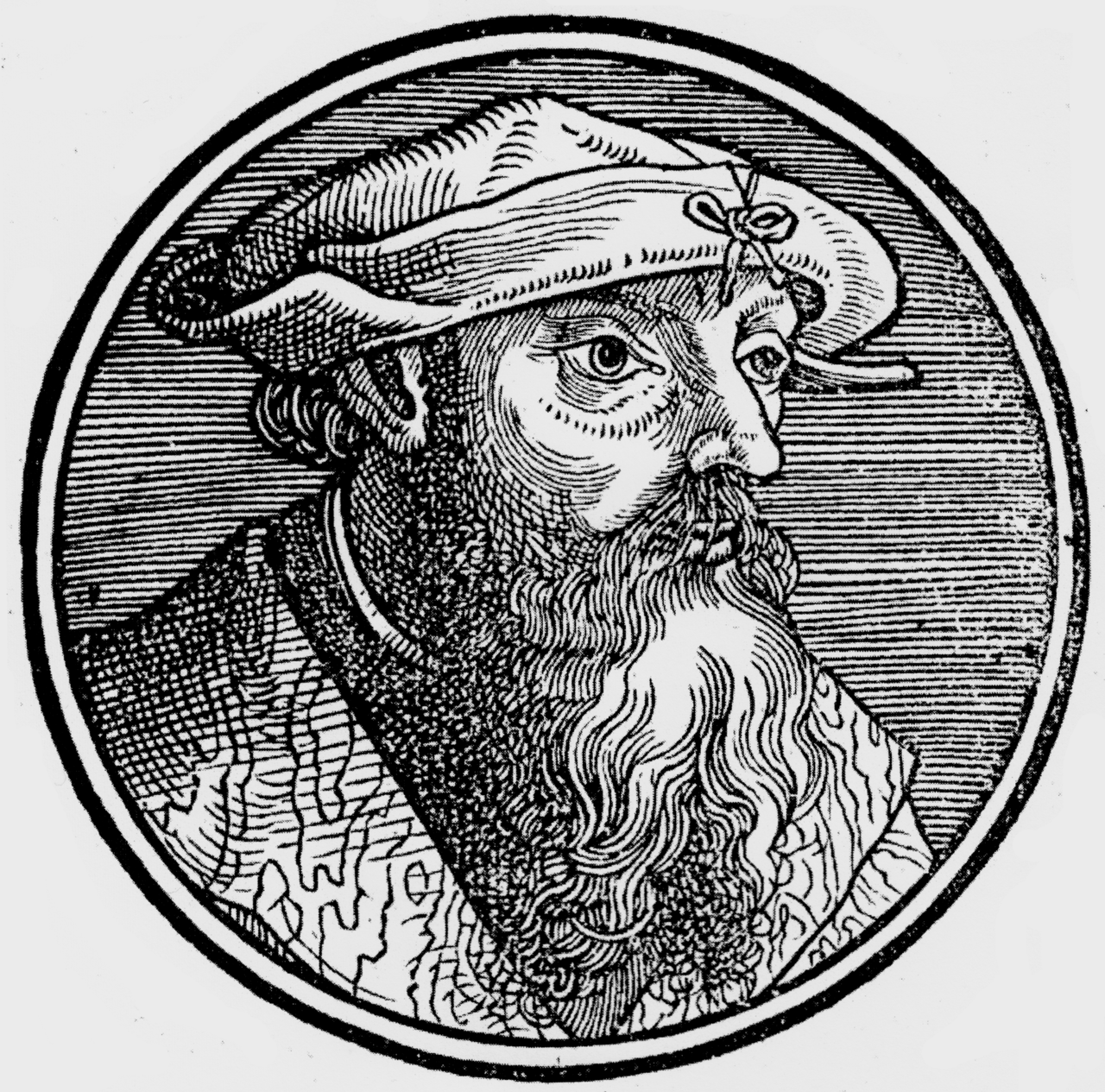
Portrait de Laurent Fries, 1543.

D'autres sont plus sévères et critiquent directement Avicenne pour son style, ses ambigüités, contradictions et erreurs. Le plus féroce est Leonhart Fuchs (1501-1566) pour qui la langue arabe est déjà en elle-même monstrueuse et difforme, le discours d'Avicenne est donc « un bavardage sans fond », « brouillé et obscurci par une nuit sans bornes ».
À ces critiques s'opposent des défenseurs d'Avicenne, comme Laurent Fries (de)(1485?-1532?) qui publie en 1530 une Défense du prince des médecins, Avicenne, à l'attention des médecins allemands. Il argumente sur le fait que les Grecs ont appris eux-mêmes des indiens, des égyptiens et des arabes, et que ceux qui prétendent préférer le grec ont à peine appris à tracer un iota. De son côté, Guillaume Postel (1510-1581) argumente sur le fait que les Arabes ont décrit et utilisés des médicaments utiles, inconnus des grecs. Défenseur de la langue arabe, et de la médecine arabe, il est toutefois, comme les hellénistes, farouchement hostile à la religion musulmane.
Selon Pormann, cette querelle, qui s'exprime par des livres et des correspondances imprimées, montre l'importance persistante et la grande estime de milieux médicaux pour le Qanûn d'Avicenne. Le « galénisme arabe » continue de résister au « Galien grec ».
En fait, le Qanûn n'est totalement rejeté que par ceux qui rejettent Galien lui-même, et entendent refonder entièrement la médecine, comme Paracelse (1493-1541). Ce dernier jettera à Bâle, dans un feu de la Saint-Jean les œuvres de Galien et le Canon d'Avicenne.
La persistance du galénisme et du Qanûn jusqu'au XVIIe siècle, voire au XVIIIe siècle, s'expliquerait par un soutien institutionnel, et par le fait que les nouveaux systèmes médicaux apparus après 1500 ne présentent pas plus d'efficacité. Les nouvelles découvertes anatomiques et physiologiques ont alors peu d'applications pour la pratique médicale réelle. Le galénisme et le savoir accumulé du Qanûn ont donc longtemps gardé leur rigueur logique et leur apparente adéquation aux faits, avant de disparaitre du programme des étudiants en médecine, scellant aussi dans un même mouvement le refoulement de l'héritage arabe.

### Éditions
- Al-Qânûn fî al-tibb (Canon de médecine), copie du XIVe siècle, Paris. BnF, Manuscrits (Latin 14023).

### Traductions
- traduction latine (première traduction par Gérard de Crémone en 1187) : Liber Canonis, Venise, 1515 ; Venise, 1520-1522 ; Venise, 1555.
  - Canon medicinae, 1483
- traduction anglaise par Oskar Cameron Grüner : The Canon of Medicine of Avicenna (1930), livre I, AMS Press, New York, 1973, 612 p. 
  - livre I, trad. Grüner (1930) adaptée par Laleh Bakhtiar, Kazi Publications, 1999, 650 p.
  - livre II, trad. Laleh Bakhtiar : Natural Pharmaceuticals, Kazi Publications, 2012, 1400 p.
  - livre X, trad. Laleh Bakhtiar : On Diagnosis. The Pulse, Kazi Publications, 2012, 102 p.

### Études surle Canon de médecine
- (en) Nancy G. Siraisi, The medical renaissance of the sixteenth century, Cambridge, Cambridge University Press, 1985, 349 p. (ISBN 0-521-30112-2), chap. 2 (« The changing fortunes of a traditionnal text : goals and strategies in sixteenth-century Latins editions of the Canon of Avicenna »)A. Wear (dir.).

- Hakim Syed Zillur Rahman, Qanun Ibn Sina and its Translation and Commentators (Persian Translation), Society for the Appreciation of Cultural Works and Dignitaries, Tehran, Iran, 2004, 203 p.
- Paul Mazliak, Avicenne et Averroès. Médecine et biologie dans la civilisation de l'Islam, Vuibert, 2004, 250 p.
- Alramadan Imam, Le lexique technique de la médecine arabe. Etude terminologique du 'Canon de la médecine' d'Avicenne, Presses académiques francophones, 2014, 516 p.